# Kiscserjés
Kiscserjés (ukránul: Вільховиця) település Ukrajnában, a Kárpátalján, a Rahói járásban.

## Történelem
Fatemplomát a közeli Bistritca faluból  1910-ben költöztették jelenlegi helyére. A templom  a 17. században épült, tölgyfa épület. Az épület archaikus formájú, hosszúkás hajójában lévő oltárral.
A faragott ajtókeretű épület gyönyörűen díszített ősi jelképei a Nap - és a "Napraforgók".

## Népesség
A településnek a 2008-as népszámlálási adatok szerint 1096 lakosa volt, melyből 1 vallotta magát magyarnak.

## Közlekedés
A települést érinti az Ivano-Frankivszk–Deljatin–Rahó-vasútvonal.

## Turizmus
- Fatemploma